# Стрельцовская волость
Стрельцо́вская во́лость — историческая административно-территориальная единица Старобельского уезда Харьковской губернии с центром в слободе Стрельцовка.
По состоянию на 1885 год состояла из 4 поселений, 5 сельских общин. Население — 8626 человек (4299 мужского пола и 4327 — женского), 1222 дворовых хозяйства.
|                        | Площадь, десятин | В том числе пахотной, дес. |
| ---------------------- | ---------------- | -------------------------- |
| Сельских общин         | 24268            | 22184                      |
| Частной собственности  | —                | —                          |
| Казенной собственности | 14319            | 1953                       |
| Другой собственности   | 200              | —                          |
| В целом                | 38787            | 23134                      |

Основные поселения волости по состоянию на 1885 год:
- Стрельцовка (Чечивка) — бывшая государственная слобода при реке Камышная в 15 верстах от уездного города, 1835 человек, 269 дворовых хозяйств, православная церковь, школа, почтовая станция, 3 лавки, 2 ярмарки в год. За 5 верст — православная церковь, 2 школы, 4 лавки, базары по воскресеньям, конный завод.
- Великоцк — бывшая государственная слобода при реке Меловая, 2256 человек, 365 дворовых хозяйств, православная церковь, школа, 3 лавки, ежегодная ярмарка.
- Калмыков — бывший государственный хутор при реке Камышная, 1094 человека, 180 дворовых хозяйств.
- Мусиевка — бывший государственный хутор при реке Камышная, 1405 человек, 214 дворовых хозяйств, православная церковь, школа.
- Николаев (Безбожнов) — бывший государственный хутор при реке Камышная, 1250 человек, 194 дворовых хозяйств.

Крупнейшие поселения волости по состоянию на 1914 год:
- слобода Стрельцовка — 2707 жителей;
- слобода Мусиевка — 1992 жителя;
- слобода Великоцк — 4812 жителей;
- слобода Николаевка — 2460 жителей;
- слобода Калмыковская — 1992 жителя;
- завод Стрельцовский — 1815 жителей.

Старшиной волости был Алексей Пантелеевич Тищенко, волостным писарем — Пётр Васильевич Бахметьев, председателем волостного суда — Михаил Григорьевич Грибенник.